# پرچین‌کلا
پرچین‌کلا یا پرچی‌کلا ، روستایی است از توابع بخش مرکزی شهرستان ساری در استان مازندران ایران. تپه قلعه پرچی‌کلا در این روستا قرار دارد.

## جمعیت
این روستا در دهستان کلیجان رستاق سفلی قرار داشته و براساس آخرین سرشماری مرکز آمار ایران که در سال ۱۳۸۵ صورت گرفته، جمعیت آن ۳۶۷نفر (۸۱خانوار) بوده‌است.